# 惑星と大陸の寓意
『惑星と大陸の寓意』（わくせいとたいりくのぐうい、伊: Allegoria dei Pianeti e dei Continenti, 英: Allegory of the Planets and Continents）は、イタリアのロココのヴェネツィア派の画家ジョヴァンニ・バッティスタ・ティエポロが1752年に制作した寓意画である。油彩。太陽、惑星、四大陸を神話的・寓意的に描いた作品で、ヴュルツブルク司教のカール・フィリップ・フォン・グライフェンクラウ・ツ・ヴォルラースの依頼で、「ヴュルツブルクのレジデンツ」に描かれた世界最大の天井画『オリンポス山と四大陸』（Olimpo con i Quattro Continenti）の準備習作として制作された。天井画が描かれた「ヴュルツブルクのレジデンツ」は1981年に世界遺産に登録された。現在はニューヨークのメトロポリタン美術館に所蔵されている。

## 制作経緯

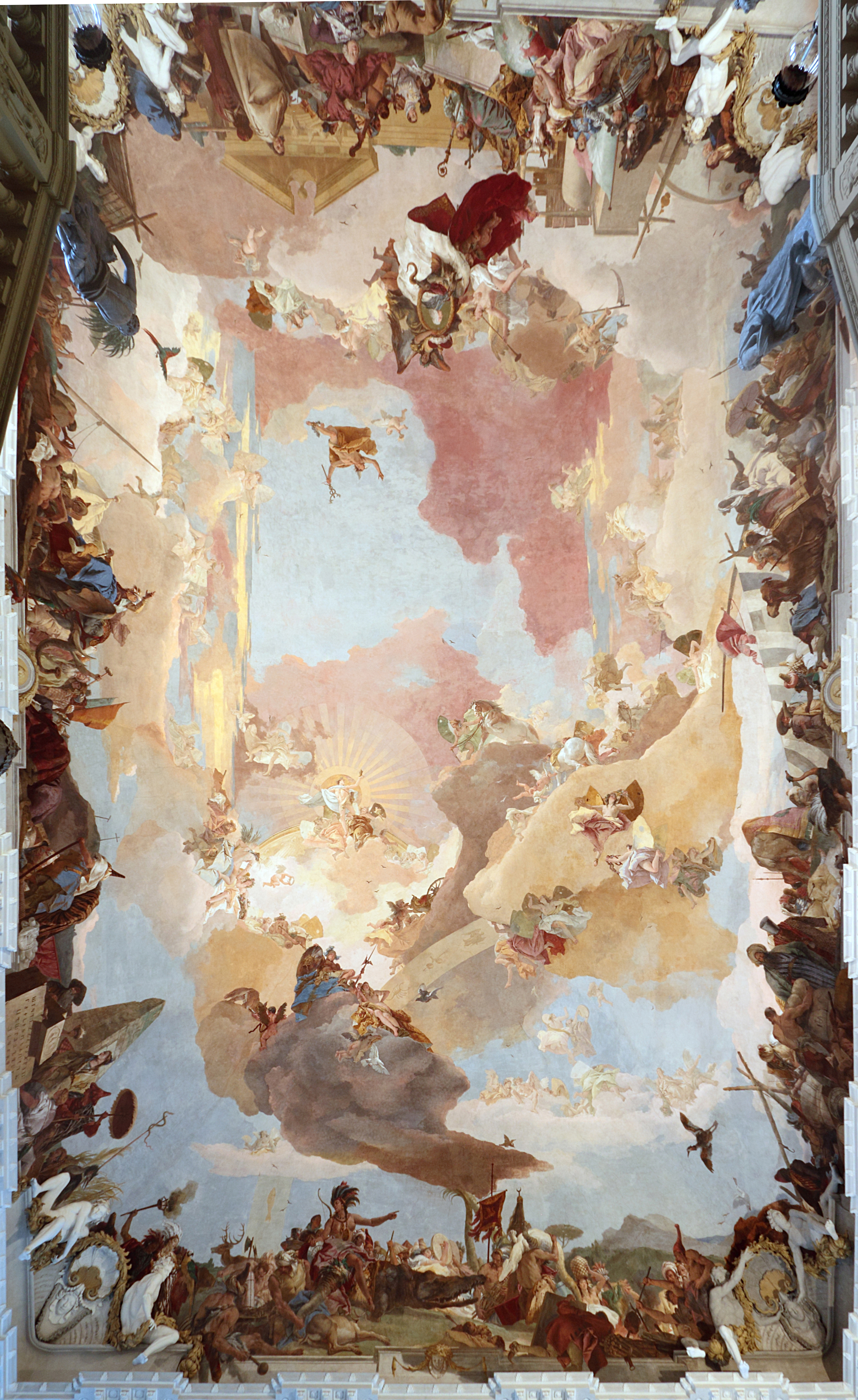
天井画『オリンポス山と四大陸』。

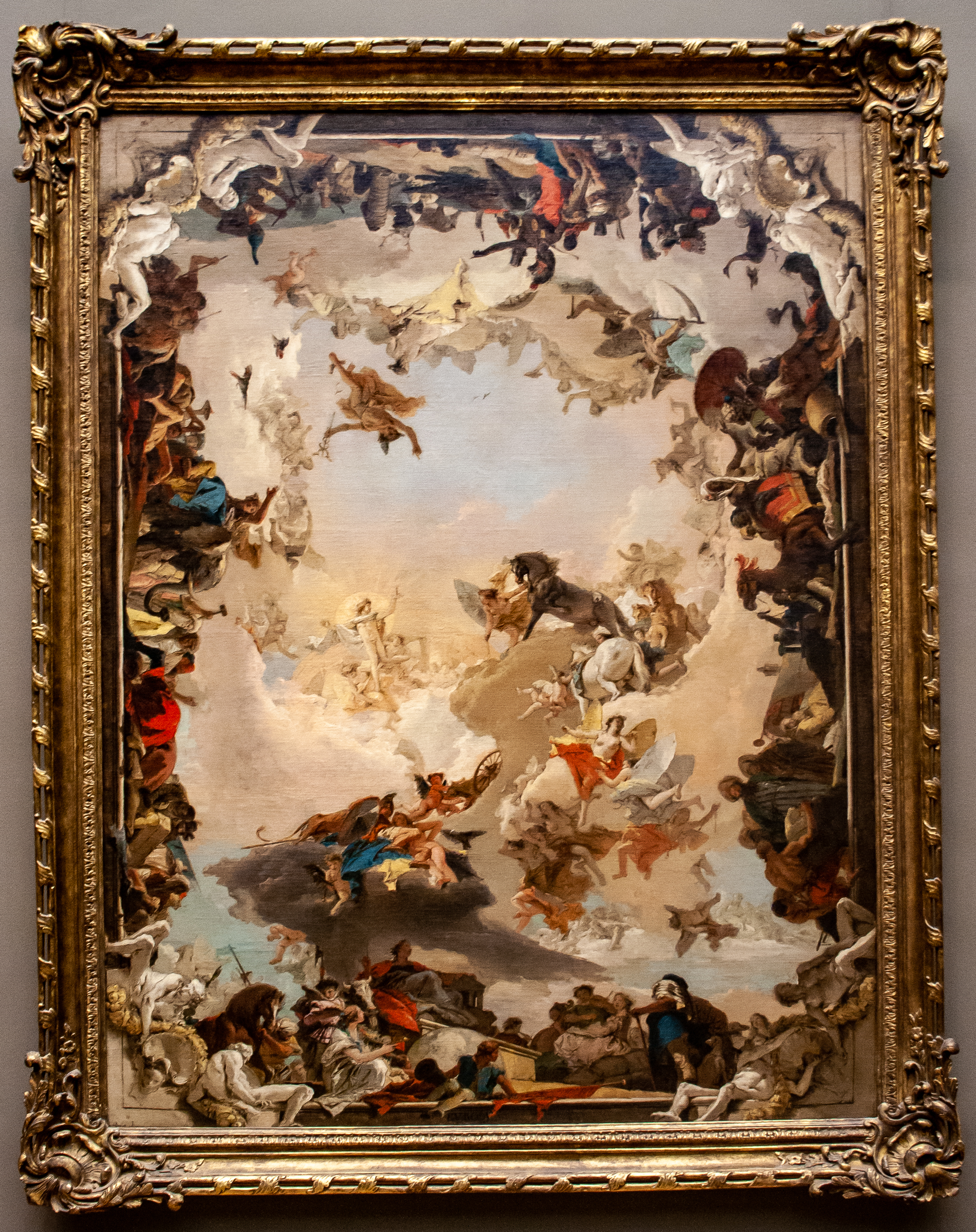
額縁。

ティエポロは1750年12月から1753年11月にかけて、ヴュルツブルクのカール・フィリップ・フォン・グライフェンクラウ司教にレジデンツの装飾を依頼された。この司教宮殿は建築家バルタザール・ノイマンの設計により建設された壮麗なバロック様式の宮殿である。しかしこの宮殿は着工から20年以上を経ても完成しておらず、グライフェンクラウが1749年にヴュルツブルク司教に任命されたとき、建設は中断していた。そのためグライフェンクラウは建設再開を命じ、ティエポロに司教宮殿の装飾を依頼した。当初の装飾計画では歴史の主題が選択されていたが、ティエポロに依頼したことで装飾計画は見直され、より伝統的な寓意画が採用された。1752年4月20日、ティエポロは「皇帝の間」天井装飾の図案として本作品を提出した。

## 作品
ティエポロはアポロンが毎日のように天空を旅する様子を描いている。神々は惑星を象徴し、四辺に配置された寓意的な人物像はアフリカ、アメリカ、アジア、ヨーロッパの四大陸を擬人化しており、ヴュルツブルク司教領は大地の四隅を照らす光の神であり芸術の保護者であるアポロンとして称賛されている。
アポロンの前方と下方では神の毎日の務めのために太陽の戦車を準備する季節の女神ホーラたちが描かれている。女神たちは手綱を装着した神馬たちを引いてアポロンの前に現れ、プットーたちは重い黄金に輝く戦車を雲の層の上まで押し上げている。太陽神の周りには惑星を支配するオリンポスの神々が集まっている。最も目立っているのは暗い雲の上に寝そべる愛と美の女神で金星を象徴するヴィーナス（ギリシア神話のアプロディテ）と戦争の神で火星を象徴するマルス（同じくアレス）である。180度回転して画面左上を飛翔しているのは神々の伝令使で水星を象徴するメルクリウス（同じくヘルメス）であり、メルクリウスは右手をアポロンの馬たちに向け、神々の王で木星を象徴するユピテル（同じくゼウス）に新たな一日の始まりを告げている。コーニスによって囲まれた四辺にはそれぞれに四大陸を象徴する寓意的人物が配置され、その周囲は各大陸の描写によって彩られている。ヨーロッパは画面下に配置され、アメリカは画面上、アジアは画面左端、アフリカは画面右に配置されている。四隅の人物像はモノクロで描かれており、この装飾計画ではティエポロの協力者であるアントニオ・ジュゼッペ・ボッシと息子ジャンドメニコ・ティエポロが化粧漆喰で制作する予定であった。
本作品はティエポロの油彩習作の中で最大のサイズを持ち、最も見事に描かれている。ティエポロは実際の天井画ではヨーロッパとアメリカの配置を入れ替えている。モデロの構図では鑑賞者は画面下のヨーロッパの擬人像に誘われて絵画世界の体験を開始することになるが、天井画では位置を入れ替えることでヨーロッパはモデロとは逆にクライマックスの位置に配置されることとなった。さらに名声と栄光（あるいは美徳）の寓意像に支えられたグライフェンクラウの肖像画が追加されることでクライマックスとしての役割をさらに高めている。

## 来歴
本作品はティエポロの死後は息子のジャンドメニコが所有していたが、ジャンドメニコの死後の1811年に彫刻家アントニオ・カノーヴァの手に渡り、異父兄弟のジョヴァンニ・バッティスタ・サルトーリに相続された。サルトーリは晩年の1850年に絵画を手放すと絵画はロンドンの建築家サミュエル・ウェア、その甥で相続人のチャールズ・ナサニエル・カンバーレッジ＝ウェア（Charles Nathaniel Cumberlege-Ware）によって1870年頃まで所有された。その後も絵画はロンドンに残っていたが、ローゼンバーグ＆シュティーベル（Rosenberg & Stiebel）とチューリヒの美術商ピーター・アンド・フリッツ・ネイサン（Peter und Fritz Nathan）によってニューヨークの実業家で美術収集家のチャールズ・ビアラー・ライツマン・ジェーン・ライツマン夫妻に売却した。その後、1977年にライツマン夫妻はメトロポリタン美術館に寄贈した。